# Sarn Helen

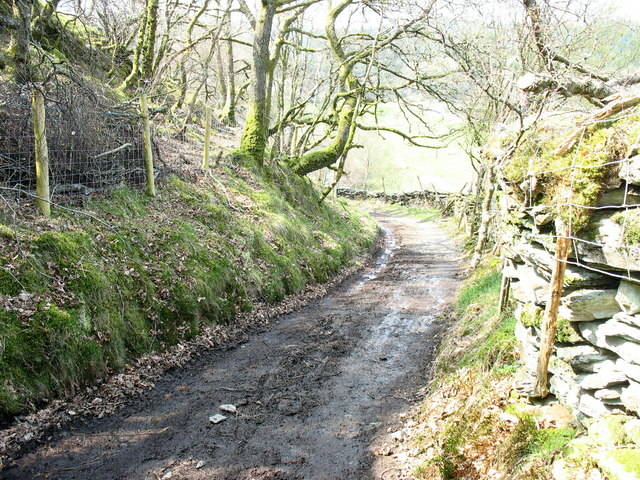
Una sezione di Sarn Helen vicino a Betws-y-Coed

Il termine Sarn Helen fa riferimento a diversi tratti di strada romana in Galles. Le 160 miglia (260 km) di strada, che seguono un percorso tortuoso attraverso la parte centrale del Galles, collegano Aberconwy a nord con Carmarthen ad ovest . Il dibattito accademico si incentra sul corso preciso della strada romana. Molti tratti sono oggi utilizzati dalla moderna rete stradale mentre altri sono ancora da identificare. Tuttavia, ci sono anche tratti di lunghezza considerevole che sono stati completamente persi e non sono più riconoscibili.
Il percorso prende il nome da Sant'Elen di Caernarfon, una santa celtica, la cui storia è raccontata nel Sogno di Macsen Wledig, parte del Mabinogion. La tradizione vuole che abbia ordinato la costruzione di strade in Galles alla fine del IV secolo.

## Percorso

### Aberconwy–Carmarthen
Dirigendosi a nord, il percorso segue la sponda occidentale del fiume Conwy da Canovium, un forte a Caerhun, passando per Trefriw. Successivamente, essa conduce a Betws-y-Coed, da cui si dirama una strada che porta a Caer Llugwy, vicino a Capel Curig . Il percorso attraversa Dolwyddelan, superando la valle di Cwm Penamnen e le parti più alte di Cwm Penmachno . Il percorso conduce poi oltre Llan Ffestiniog al forte romano di Tomen y Mur, vicino a Trawsfynydd, prima di proseguire verso sud, nella zona di Dolgellau.
A sud di Dolgellau, il percorso attraversa Waen Llefenni fino ad arrivare alla valle di Cwm yr Hengae e al villaggio di Aberllefenni . Parte della Corris Railway, una ferrovia a scartamento ridotto tra Aberllefenni e Maespoeth Junction  percorre la linea del Sarn. Una strada secondaria che corre lungo la sponda orientale dell'Afon Dulas, vicino a Esgairgeiliog, nella zona del Powys potrebbe essere di origine romana. Tuttavia, si ritiene che la strada romana sia rimasta sulla sponda occidentale del Dulas tra Corris e Ffridd Gate.
Sarn Helen potrebbe aver attraversato il fiume Dyfi tramite un traghetto vicino a Cefn Caer, un piccolo forte romano a Pennal, nel Gwynedd meridionale.
Nel Cardigan, parte di una B-road a Bronant è di origine romana, e 6 miglia a sud si trova un lungo tratto che attraversa il villaggio di Stag's Head. La strada attraversa la località di Llanio, dove sorgeva un piccolo forte romano di nome Bremia. Il percorso, si dirige quindi a sud-est verso le miniere d'oro di Dolaucothi vicino a Pumsaint, nel Carmarthenshire, prima di superare il forte romano di Luentinum e di raggiungere la sua conclusione ad Alabum (l'odierna Llandovery). L'accampamento romano era a Llanfair Hill. Nel XII secolo, i Normanni riutilizzarono parte del sito e dei suoi terrapieni per costruire la chiesa medievale di St Mary's Church, Llanfair-ar-y-bryn . Il forte si trovava all'incrocio delle strade romane, che collegavano le miniere d'oro di Dolaucothi a Moridunum (Carmarthen) e Y Gaer, vicino a Brecon.

### Neath-Brecon
Un ulteriore tratto della strada romana che portava a nord-est da Neath (Nidum) a Banwen, all'estremità meridionale del Parco Nazionale di Brecon Beacons, è anche conosciuto come Sarn Helen. Esso prosegue verso nord-est, attraverso il parco a nord-ovest di Ystradfellte, sotto Fan Frynych. Infine esso attraversa Mynydd Illtud, in direzione del forte romano di y Gaer (Cicucium).

## Attività all'aperto

### Pista ciclabile
Un percorso per mountain bike a lunga distanza chiamato Sarn Helen Trail corre parallelo a parti del percorso della strada. Le 270 miglia (430 km), inaugurate nel 1996, sono comprese tra Conwy, sulla costa del Galles settentrionale e Worms Head, sulla penisola di Gower.

### Fell Running
La strada dà il nome all'annuale Sarn Helen Hill Race che inizia e finisce a Lampeter, nel Galles centrale. L'itinerario, di 16,5 miglia (26,6 km) di gara multiterreno, inaugurato nel 1980,  si svolge a maggio di ogni anno. Si ritiene che essa combini "la velocità delle corse su strada con i rigori del cross country, e che si svolga su un percorso pittoresco ed impegnativo".

## Nella cultura popolare
"Sarn Helen" è il titolo di una canzone della band gallese Super Furry Animals, che appare nel loro album in lingua gallese Mwng. È anche il titolo di una sequenza di poesie del 1997 del poeta inglese John Wilkinson.